# Ich bin Vincent und ich habe keine Angst
Ich bin Vincent und ich habe keine Angst (Originaltitel: Ik ben Vincent en ik ben niet bang) ist ein Kinder- und Jugendbuch der niederländischen Schriftstellerin Enne Koens und der niederländischen Illustratorin Maartje Kuiper. Erzählt wird die Geschichte des elfjährigen naturverliebten Vincent, der, in seiner Klasse isoliert und von seinen Mitschülern gemobbt, mit großer Besorgnis auf die anstehende Klassenfahrt blickt, bis sich eine neue Mitschülerin beginnt für ihn zu interessieren. Dabei werden Themen wie Kindheit, Freundschaft, Mobbing, das Überwinden von Ängsten und das Anderssein behandelt. Es wird zu den zehn besten Kinderbüchern in den Niederlanden im Jahr 2017 gezählt.
Ich bin Vincent und ich habe keine Angst erschien 2017 bei Luitingh-Sijthoff in niederländischer Sprache und 2019 beim Gerstenberg Verlag in der Übersetzung ins Deutsche durch Andrea Kluitmann.

## Inhalt
Kapitel 1 – 7 Tage bis zur Klassenfahrt
Es ist ein ganz normaler Schultag. Ganz normal, das bedeutet für den elfjährigen Vincent, sich mit einer Ausrede um die Hofpause zu drücken, am Unterricht und der Planung der bevorstehenden Klassenfahrt nur passiv teilzunehmen und nach Schulschluss möglichst schnell das Gelände zu verlassen in der Hoffnung, nicht von seinen Peinigern erwischt zu werden. Dazu kommt es an diesem Tag wie so häufig nicht und Vincents Brotdose landet im Abfalleimer und er selbst im Dreck. Zuhause angekommen trifft er auf sein Kindermädchen Charlotte, die seine Blessuren mustert, bevor er sich in die Abgeschiedenheit seines Zimmers zurückzieht. Hier kann er sich in Ruhe seiner eigenen Fantasie hingeben, endlich stark genug zu sein, sich zu wehren. Vincents einzigen Trost spenden ihm seine Tierfreunde, die er sich selbst ausdenkt und die Pflege seines Survival-Kits.
Kapitel 2 – 6 Tage bis zur Klassenfahrt
Am nächsten Morgen macht sich Vincent wie jeden Tag mit Bauchweh und viel zu spät auf den Weg zur Schule, um Dilan, seinem Erzfeind, nicht über den Weg zu laufen. Im Klassenzimmer platzt er mitten in die Vorstellung eines neuen Mädchens hinein. Von Jacqueline (Spitzname „Die Jacke“) ist Vincent wie auch der Rest der Klasse sofort fasziniert. Sie wird auf den freien Platz neben Vincent gesetzt und in der Mittagspause teilen die beiden ihr Essen miteinander. Zu seiner großen Überraschung zeigt „Die Jacke“, mit der alle sofort befreundet sein möchten, tatsächlich persönliches Interesse an ihm. Enthusiastisch erzählt Vincent Charlotte von seiner neuen Bekanntschaft. Dass er auch an diesem Tag wieder zu langsam für Dilan ist, ist bei all der Aufregung jedoch nebensächlich, denn an diesem Tag ist Vincent zum ersten Mal seit langer Zeit glücklich.
Kapitel 3 – 5 Tage bis zur Klassenfahrt
„Die Jacke“ wundert sich, weshalb Vincent jeden Tag zu spät zur Schule kommt und als er ihr erzählt, er mache jeden Morgen Survival-Training im Park, verabreden sich die beiden dort zu Vincents Begeisterung für den nächsten Tag. Wie die anderen möchte er unbedingt ein Freund von der „Jacke“ werden und da sie Rockmusik mag und sogar selbst die E-Gitarre spielt, beschließt Vincent, Schlagzeugunterricht zu nehmen. An diesem Tag bleibt er sogar vor Dilan verschont.
Kapitel 4 – 4 Tage bis zur Klassenfahrt
Früh am Morgen stiehlt sich Vincent schnell aus dem Haus, um im Park „Die Jacke“ zu treffen. Zu dem Treffen kommt es aber nicht, denn Dilan und die Anderen lauern dort bereits auf ihn. Sie binden ihn an einen Baum und knebeln ihn mit einem Stück Papier. Auf das Rufen der „Jacke“ kann Vincent nicht antworten, sodass sie ohne ihn zur Schule und er beschämt nach Hause geht. In seiner Wut und seiner Trauer zerreißt er sogar sein eigenes Spiderman-Poster.
Kapitel 5 – 3 Tage bis zur Klassenfahrt
Vincent erzählt der „Jacke“ und allen anderen, er sei die Treppe herunter gefallen und deshalb nicht in der Schule gewesen. Die beiden verschieben ihr treffen auf Sonntag. Weil die beiden an diesem Tag nach Schulschluss gemeinsam gehen, traut sich Dilan nicht an Vincent heran, doch Dilan schmiedet bereits seine eigenen Pläne für die Klassenfahrt.
Kapitel 6 – 2 Tage bis zur Klassenfahrt
Samstagabend packt Vincent seine Ausrüstung für die Klassenfahrt in seinen Rucksack. Dazu gehören neben seinem Survial-Kit vor allem wetterfeste Kleidung, ein Schlafsack und ein Logbuch. Vorfreudig auf das Treffen mit der „Jacke“ legt sich Vincent schlafen.
Kapitel 7 – Der letzte Tag
Vincent und „Die Jacke“ frühstücken gemeinsam im Park. Er erzählt ihr alles, was er über Survival, essbare Pflanzen und Insekten und die Wildnis weiß. Die beiden beschließen, da sie von dem, was im Park wächst nicht wirklich satt geworden sind, bei der „Jacke“ fertig zu frühstücken. Zu Vincents Erstaunen sind ihre Eltern ganz anders, als erwartet. Sie sind eine sehr ordentliche und wohlhabende Familie, denn der Vater der „Jacke“ ist Finanzmanager. Die beiden musizieren ein wenig und wollen eine richtige Rockband gründen. Obwohl Vincent einen fantastischen Tag mit der „Jacke“ verbracht hat, kann er in der Nacht vor der Klassenfahrt nicht gut einschlafen, denn plötzlich fällt ihm Dilan wieder ein.
Kapitel 8 – Klassenfahrt
Panisch steht Vincent am Abreisetag auf und versucht, ein Fieber vorzutäuschen. Jedoch schafft er es damit nur, die Abfahrt um einen Tag zu verzögern und gleich am nächsten Tag bringt ihn seine Mutter zur Unterkunft. Als wäre es für Vincent nicht schon schwierig genug, bekommt er prompt das einzig noch freie Bett im Schlafsaal direkt neben Dilan zugeteilt. Die Schüler werden ins Bett geschickt. Verängstigt hält Vincent seine Taschenlampe umklammert und kann nicht schlafen. Als er rüber zu Dilan leuchtet, ist sein Bett leer. Er hat sich unter Vincents Bett verkrochen und stürzt sich hinterhältig auf ihn. Dieser ergreift sofort, ohne darüber nachzudenken, die Flucht durch das Küchenfenster hinaus ins Freie.
Erst an einem Bach im Wald, wo er nicht mehr weiterkommt, macht Vincent Halt und sackt erschöpft zusammen. Er findet sich nun mitten in der Wildnis wieder. An einem stechenden Schmerz am Arm bemerkt Vincent, dass Dilan ihn mit einem Messer eine blutende Wunde zugefügt hat. Glücklicherweise hat er seine Survival-Ausrüstung dabei und mit seinen Tieren ist er nie ganz allein.
Kapitel 9 – Überleben
Für Vincent gibt es jetzt kein Zurück mehr. Zu groß sind die Angst und sein Schamgefühl und eine Rückkehr kommt für ihn nicht mehr infrage. Außerdem ist er nun in einer Situation, für die er sich immer vorbereitet hatte: Alleine überleben in der Wildnis. Er findet ein Gutes Versteck und baut sich einen Unterschlupf. In sein Logbuch trägt er ein: Ich gehe nicht mehr zurück, nie mehr. Ziel der Expedition: Verschwinden.
Als der erste Suchtrupp in Vincents Nähe kommt, muss er sich ein neues Versteck suchen. Allerdings lässt er dabei aus Versehen seinen Rucksack zurück und er kann ihn nicht zurückholen, bevor der Suchtrupp ihn vor ihm findet. Nun sind die Anderen in Besitz seiner Verpflegung, seines Survival-Kits und seines Logbuchs und kennen seine Mission. Jetzt muss er eine weitere harte Nacht ohne seine Ausrüstung im Wald verbringen, während mittlerweile sogar ein Hubschrauber nach ihm sucht.
Hungrig und unterkühlt beschließt Vincent notgedrungen, doch zum Camp zurückzukehren und sich neue Verpflegung und Kleidung zu besorgen. Er steigt durch das Fenster des Mädchenschlafsaals ein und begegnet dort der „Jacke“. Sie möchte erfahren, warum Vincent weggelaufen ist, dieser traut sich jedoch noch nicht, sich ihr anzuvertrauen und stellt ihr eine Aufgabe. Wenn sie ihn in seinem Versteck im Wald findet, verspricht er, ihr sein Geheimnis zu verraten. Vincent packt sich einen neuen Schlafsack und etwas zu essen ein und verschwindet wieder im Wald, bevor sie irgendjemand zusammen sieht. Als die „Jacke“ in Vincents Versteck auftaucht, bricht bereits die Nacht an.
Kapitel 10 – Alles Erzählen
Nach großem Widerstreben, schafft es Vincent endlich, sich zu überwinden und der „Jacke“ sein größtes Geheimnis zu verraten und alles zu erzählen, was ihm von Dilan angetan wird. Er erzählt vom Mobbing, seinen Unsicherheiten und seinen Ängsten, nicht normal zu sein. Zu seiner Überraschung, gesteht auch die „Jacke“, dass sie einmal gemobbt worden ist, dann aber begriffen hat, dass man eigentlich nur man selbst statt „normal“ sein sollte. Dies wirkt sehr befreiend für Vincent und sie reden bis spät in die Nacht.
Am nächsten Morgen werden die beiden von der Polizei geweckt und zurück zur Unterkunft gebracht, wo bereits die besorgten Eltern, Lehrer und Mitschüler warten. Auch gegenüber den Erwachsenen traut sich Vincent nun, sich zu öffnen und erzählt ihnen alles. Sogar seine Angst vor Dilan hat Vincent abgelegt. Alles dank dem Zuspruch der „Jacke“. Die beiden sind nun Freunde.

## Figuren

### Hauptfiguren
Vincent
Vincent ist ein elfjähriger Schüler und Einzelgänger. In der Schule hat er keine Freunde, er gilt dort als seltsam und nach Schulschluss lauern ihm jeden Tag Dilan und seine Freunde auf. Sie verprügeln ihn, schleifen ihn durch den Dreck, zerstören seine Habseligkeiten. Am liebsten würde der schüchterne Vincent deswegen gar nicht mehr zur Schule kommen, weshalb er großes Geschick im Erfinden von Ausreden entwickelt hat. Wenn er dann alleine für sich ist, zieht er sich in seine Gedankenwelt zurück und sinniert darüber, wie es wäre, superstark wie sein großer Held Spiderman zu sein, der auch auf einem großen Poster in seinem Zimmer prangt und Dilan endlich die Stirn bieten zu können. Dafür trainiert Vincent sogar mit fünfzehn Liegestützen täglich.
Dennoch holen ihn in diesen Momenten immer wieder seine Ängste ein, vor der Schule, vor Dilan, davor, sich jemanden anzuvertrauen, vor dem Alleinsein. Vincents Eltern ahnen nicht, was ihr Sohn durchmacht. Zum Glück ist Vincent dennoch nicht ganz allein, denn seine Tiere stehen ihm tapfer zur Seite. Diese sind zwar nur seiner Fantasie entsprungen, stellen aber eine große Stütze für ihn dar, wenn es schwierig wird. Auch Vincents Kindermädchen Charlotte unterstützt ihn, wenn er wieder einmal geschunden aus der Schule kommt. Denn vor Dilan und seinen Schlägern können selbst sie ihn nicht beschützen.
Survival ist Vincents Ein und Alles. Er ist gerne allein in der Natur, immer mit seinem geliebten Survival-Kit bewaffnet. Darin befinden sich allerlei praktische Gegenstände, die ihm das Überleben in der Wildnis erleichtern. Vincent hat schon einige Survival-Bücher mehrmals gelesen und sich alle überlebenswichtigen Regeln im Detail eingeprägt. Außer Charlotte interessiert sich eigentlich niemand für Vincents große Leidenschaft, bis eines Tages das neue Mädchen in seiner Klasse, Jacqueline in sein Leben tritt.

Jacqueline „Die Jacke“
Jacqueline, die von allen nur „Die Jacke“ genannt wird, ist neu in Vincents Klasse und schon ein Jahr älter als die anderen Kinder, da sie mit ihren Eltern bereits in mehreren Ländern gelebt hat, mehrere Sprachen beherrscht und deswegen auch schon in einigen verschiedenen Klassen war. Anders als Vincent ist sie aufgeschlossen, gesellig, mutig und vor allem verdammt cool. Immer trägt sie eine lässige Kappe mit Kapuzenpullover. Sie surft, spielt E-Gitarre und liebt die Red Hot Chili Peppers.
Schnell findet sie in Vincents Klasse Anschluss, ist zu jedem freundlich und unterhält sich sogar mit Dilan. Sie wird von allen bewundert und jeder möchte gerne mit ihr befreundet sein. Umso eigenartiger ist es für Vincent, dass sich „Die Jacke“ von allen Mitschülern ausgerechnet für ihn zu interessieren scheint.

### Nebenfiguren
Die Tiere
Die vier Tiere aus Vincents Tagträumen, in die er sich flüchtet, um sich vor seiner Umgebung zu schützen sind ein Eichhörnchen, ein Wurm, ein Fohlen und ein kleiner Käfer und sind seine einzigen richtigen Freunde. Sie spiegeln Vincents Charaktereigenschaften und Gewissenskonflikte wieder. Sie ermutigen ihn, sie ermahnen ihn, teilen ihre Bedenken mit und versuchen, ihn in seinen dunkelsten Momenten wieder aufzubauen.

Dilan
Auch Dilan geht in dieselbe Klasse wie Vincent und tyrannisiert ihn jeden Tag in der Schule mit seinen Kameraden. Anfangs selbst schüchtern, schweigsam und zurückhaltend nimmt Vincent ihn helfend bei der Hand, zeigt Dilan geheime Orte an der Schule und glaubt zunächst, in diesem endlich einen Gleichgesinnten gefunden zu haben. Er geht mit Vincent morgens gemeinsam zur Schule, bis er sich mit einigen stärkeren Jungen anfreundet und schon bald nichts mehr von Vincent wissen will. Noch schlimmer kommt es für Vincent, als Dilan und seine Bande kurz darauf ihn als Opfer für ihre Grausamkeiten auswählen, obwohl er sich zuvor ihm gegenüber immer freundschaftlich verhalten hat.

Charlotte
Vincents Kindermädchen und neben den Tieren seine einzige richtige Bezugsperson ist Charlotte. Die beiden haben ein geschwisterliches Verhältnis zueinander und Vincent vertraut Charlotte als einzige an, was ihm Tag für Tag in der Schule angetan wird. Charlotte ist einige Jahre älter als Vincent und versucht, ihm in seiner schlimmen Situation mit Ratschlägen zur Seite zu stehen.

## Kritik
“Das Buch bewegt einen und das wird für Kinder in der Klasse nicht anders sein. Deshalb ist es sehr empfehlenswert, dieses Buch zu lesen und mit Ihrer Klasse über einige der Situationen im Buch zu sprechen. Außerdem kann das Buch verstecktes Mobbingverhalten in Ihrem Klassenzimmer aufzeigen.”

Thomas de Veen merkt hingegen bei NRC an, dass seiner Ansicht nach das Buch leider einfach nicht genügend Individualität habe, um voll zu überzeugen.
In Trouw meint der Rezensent, dass die Autorin mit ihrem Einfühlungsvermögen und dem todsicheren Stil das Buch zu einem würdigen und recht aufregenden Buch gemacht hat.

## Auszeichnungen
Die Autorin erhielt 2017 für dieses Buch das mit 5000 Euro dotierte Charlotte Köhler Stipendium.